# 第四次结集
第四次结集，佛教術語，“結集”或“集結”是指僧伽集會合誦經典。
北傳佛教記載，在佛滅六百餘年後（或佛滅四百年後），以犍陀羅國迦腻色迦王为施主，由脇尊者發起，於迦濕彌羅國，選拔五百比丘結集三藏造《毘婆沙論》。在不知曉或不承認各部派在阿育王時代第三次結集的文獻中，將此次結集稱為第三次結集。
南傳佛教的第四次结集，又称“阿卢寺结集”，指的是公元前一世纪末叶，于斯里兰卡玛杜勒的阿卢迦寺举行结集，参加结集的是以坤德帝沙长老为首的大寺派(即摩诃毗诃罗住部)的五百阿羅漢。首次把巴利语三藏寫在貝葉上成為文字記錄 。

## 記載
《大唐西域記》記載了有關傳說，其中四百九十九人為阿羅漢而世友尊者為上座，作《優婆提舍論》注釋經藏，作《毘奈耶毘婆沙論》注釋律藏，作《阿毘達磨毘婆沙論》注釋論藏，其中论藏註釋便是《大毘婆沙論》。完成後迦膩色迦王以赤銅為鍱，鏤刻筆錄，建塔珍藏，不允許此論在迦濕彌羅國之外流傳。

## 考證
- 玄奘《大唐西域记》卷三：王因以道问人而解答各异，问了胁尊者，尊者即答：“如来去世，岁月逾邈，弟子部执，师资异论，各据闻见，共为矛盾。”王甚痛惜，乃发心宣令，召集圣哲，结集三藏。共五百贤圣，以世友菩萨为上首，次第造论、释经、释律各十万颂，计三十万颂九百六十万言，备释三藏。 [7]

- 《婆薮盘豆法师传》中说：“佛灭后五百年中，有迦旃延子罗汉，於萨婆多部出家，与五百罗汉及五百菩萨，共撰集萨婆多部阿达磨。” [8]

- 西藏所传：迦腻色迦王於迦湿弥罗国的耳林精舍，集五百罗汉、五百菩萨、五百在家学者，使结集佛语。自此以后，十八部异说，悉认为真佛教，又记录律文；其经论有未记载的，今亦记录。 [9]

以上三说，圣严法师认为，《大唐西域记》仅以世友一人称菩萨，《世亲传》加上五百菩萨，西藏的又加上五百在家学者，并将此次结集形容成为通含一切的佛教，实则仅是一切有部的结集。因而，三说之中，当以《大唐西域记》较为可信。同时，此次结集的成果，是二百卷的《大婆沙论》，可是现存的该论之中，却有“昔迦腻色迦王时”的字样，推想其内容业已经过后人的增补了。